# Varronia mayoi
Varronia mayoi är en strävbladig växtart som först beskrevs av Taroda, och fick sitt nu gällande namn av M.Stapf. Varronia mayoi ingår i släktet Varronia och familjen strävbladiga växter. Inga underarter finns listade i Catalogue of Life.